# Courmas

Courmas este o comună în departamentul Marne, Franța. În 2009 avea o populație de 173 de locuitori.